# Ghiacciaio Vornberger
Il ghiacciaio Vornberger (in inglese Vornberger Glacier) è un ghiacciaio lungo circa 18 km situato sulla costa di Bakutis, nella parte orientale della Terra di Marie Byrd, in Antartide. Il ghiacciaio, il cui punto più alto si trova ad oltre 230 m s.l.m., fluisce verso nord, scorrendo lungo il versante nord-orientale dell'isola Siple.

## Storia
Il ghiacciaio Vornberger è stato così battezzato dal Comitato consultivo dei nomi antartici in onore di Patricia Vornberger, della NASA, specialista nello studio di dati satellitari riguardanti i movimenti dei ghiacci dell'Antartide Occidentale sin dagli anni ottanta.